# Zilzal
Zilzal (1986-2015) est un cheval de course pur-sang britannique. Étoile filante sur le mile, il remporta ses cinq premières courses avant de disparaître à la suite d'une mésaventure américaine.   

## Carrière de courses
À l'image de celle de son père Nureyev, la brève carrière de Zilzal laisse un sentiment partagé entre comble et frustration. Comblé, le sportsmen a pu l'être durant quatre mois tant il semblait évident qu'on avait affaire à un vrai champion, et qui le prouva sur la piste. Mais frustré aussi, de n'en avoir pas vu davantage. Tout a commencé par une promenade de santé à Leicester où le poulain a surclassé son maiden. Oui mais voilà, nous sommes le 30 mai et les 2000 Guinées se sont déroulées un mois plus tôt, et ont vu la victoire d'un crack nommé Nashwan. De quoi nourrir quelques regrets, car qui n'aurait aimé voir s'affronter sur le mile ces deux avions de chasse, Zilzal et Nashwan ? Mais le dernier nommé a désormais d'autres ambitions, sur de plus longues distances, et une semaine après son rival fantôme il remporte le Derby. Zilzal, lui, est un poulain de vitesse, fait pour le mile. Il confirme son succès en écrasant la concurrence dans un groupe 3, les Jersey Stakes, puis remet ça dix jours plus tard dans les Criterion Stakes. 
La nouvelle terreur du mile débarque au niveau groupe 1 dans les Sussex Stakes à Goodwood. Il y affronte le tenant du titre Warning, le vainqueur des St. James's Palace Stakes Shaadi ou encore Markofdistinction, quatrième des Guinées à moins de deux longueurs de Nashwan. Tous ne voient que la queue de Zilzal, qui se balade et les laisse à 3 longueurs. Fin septembre, c'est un autre invaincu (ou presque, il s'est manqué pour son unique course à 2 ans), qui se dresse sur sa route, le Français Polish Precedent (accessoirement son cousin germain), qui reste sur un splendide doublé Prix Jacques Le Marois / Prix du Moulin de Longchamp. Mais lui non plus ne fait pas le poids et reste à 3 longueurs.  
Zilzal est assurément un miler d'exception, le meilleur en Europe. Du monde sans doute. Mais pour cela il faut aller mater les Américains dans leur Breeders' Cup Mile. Et là, c'est la douche froide. Un vieux briscard français l'emporte, Steinlen, un de ces chevaux utiles qui, ne pouvant percer au niveau des groupes en Europe, s'en est allé construire un riche palmarès outre-Atlantique, et le sien comptait un seul groupe 1, l'Arlington Million. Zilzal termine sixième à bonne distance. Que s'est-il passé ? Le poulain, toujours en nage avant ses courses, s'est énervé durant le défilé puis devant les stalles de départ, et il a oublié d'en sortir. Walter Swinburn, son jockey, explique que les hommes de piste, après que son partenaire ait retardé les opérations de départ, se sont impatientés et ont fini par le faire entrer de force dans sa stalle : "Je ne veux pas incriminer les hommes de piste, car ils ont beaucoup de travail. Mais j'aurais aimé qu'ils laissent Zilzal tranquille. Après ça, il s'est affolé". On mettra donc la première défaite du champion sur le compte d'un incident, et d'un certain décalage culturel entre l'Europe et les États-Unis dans la manière de manipuler les chevaux. Mais quand il s'agit d'un poulain qui passe aux yeux de certains pour l'un des meilleurs milers jamais vus sur un hippodrome, c'est rageant. D'autant plus qu'on ne reverra plus jamais Zilzal en piste. Il part au haras, ce fut trop bref mais bon. Élu cheval de l'année en Angleterre au sein d'une génération formidable qui comptait aussi les champions Old Vic et Nashwan, il reçoit de Timeform un rating exceptionnel de 137, qui le place très haut dans l'échelle des valeurs et faisait de lui, cette année-là, le meilleur cheval ayant foulé une piste de galop sur la planète.    

### Résumé de carrière
| Date         | Hippodrome  | Pays        | Course                    | Statut      | Distance    | Jockey      | Place       | Écart       | Vainqueur ou deuxième |
| 1989, 3 ans  | 1989, 3 ans | 1989, 3 ans | 1989, 3 ans               | 1989, 3 ans | 1989, 3 ans | 1989, 3 ans | 1989, 3 ans | 1989, 3 ans | 1989, 3 ans           |
| ------------ | ----------- | ----------- | ------------------------- | ----------- | ----------- | ----------- | ----------- | ----------- | --------------------- |
| 30 mai       | Leicester   | Royaume-Uni | Maiden                    |             | 1 400 m     | W. Swinburn | 1er / 10    | 10          | Mbulwa                |
| 21 juin      | Ascot       | Royaume-Uni | Jersey Stakes             | Gr. 3       | 1 400 m     | W. Swinburn | 1er / 12    | 4           | Russian Royal         |
| 1er juillet  | Newmarket   | Royaume-Uni | Criterion Stakes          | Gr. 3       | 1 400 m     | W. Swinburn | 1er / 4     | 5           | Russian Bond          |
| 26 juillet   | Goodwood    | Royaume-Uni | Sussex Stakes             | Gr. 1       | 1 600 m     | W. Swinburn | 1er / 8     | 3           | Green Line Express    |
| 30 septembre | Ascot       | Royaume-Uni | Queen Elizabeth II Stakes | Gr. 1       | 1 600 m     | W. Swinburn | 1er / 5     | 3           | Polish Precedent      |
| 4 novembre   | Gulfstream  | États-Unis  | Breeders' Cup Mile        | Gr. 1       | 1 600 m     | W. Swinburn | 6e / 11     | 4 ¾         | Steinlen              |

## Au haras
Zilzal resta aux États-Unis après sa mésaventure dans la Breeders' Cup, pour faire la monte à Gainsborough Stud, le haras de Cheikh Mohammed Al Maktoum, beau-frère de son propriétaire Mana Al Maktoum, puis ramené en Angleterre à Lanwades Stud. Sa carrière d'étalon fut perturbée par des problèmes d'infertilité, et il finit par être retiré de la monte en 2005 (il était alors proposé à £ 5 000), faute de demande. Il avait pourtant donné quelques bons produits, parmi lesquels deux vainqueurs de groupe 1, Always Loyal (Poule d'Essai des Pouliches) et Among Men (Sussex Stakes). Il est également le père de mère du champion hong-kongais Good Ba Ba et de Darjina (Poule d'Essai des Pouliches, Prix du Moulin de Longchamp). 
Après sa retraite, Zilzal fut envoyé finir ses jours à Aston Upthorpe Farm, un haras satellite de Darley Stud, aux côtés du champion Mtoto, lui aussi retraité. Il y fut euthanasié en 2015 en raison des infirmités dues à son grand âge. Il avait 29 ans.  

## Origines
Zilzal est un fils du grand étalon Nureyev et d'une bonne jument américaine, French Charmer, lauréate notamment des Del Mar Oaks (Gr. 2). Cette fille du Français Le Fabuleux eut cinq produits, dont trois qui eurent une bonne petite carrière, mais rien de notable. La deuxième mère de Zilzal, Bold Example, a réussi un exploit peu commun, puisque quatre de ses filles ont donné un vainqueur de groupe 1 : 
- French Charmer, mère de Zilzal
- Past Example (par Buckpasser), mère de Polish Precedent (Danzig) : Prix Jacques Le Marois, Prix du Moulin de Longchamp, cousin de Zilzal donc, qui le défit nettement dans les Queen Elizabeth II Stakes.
- Highest Regard (par Gallant Romeo), mère de Awe Inspiring (Slew O'Gold) :  Flamingo Stakes, de l'American Derby, troisième du Kentucky Derby.
- Perfect Example (par Far North), mère de Culture Vulture (Timeless Moment) : Fillies' Mile, Prix Marcel Boussac, Poule d'Essai des Pouliches.

### Pedigree
| Origines de Zilzal (USA), mâle alezan né en 1986 | Origines de Zilzal (USA), mâle alezan né en 1986 | Origines de Zilzal (USA), mâle alezan né en 1986 | Origines de Zilzal (USA), mâle alezan né en 1986 |
| ------------------------------------------------ | ------------------------------------------------ | ------------------------------------------------ | ------------------------------------------------ |
| Père Nureyev b. 1977                             | Northern Dancer b. 1961                          | Nearctic br. 1954                                | Nearco                                           |
| Père Nureyev b. 1977                             | Northern Dancer b. 1961                          | Nearctic br. 1954                                | Lady Angela                                      |
| Père Nureyev b. 1977                             | Northern Dancer b. 1961                          | Natalma b. 1957                                  | Native Dancer                                    |
| Père Nureyev b. 1977                             | Northern Dancer b. 1961                          | Natalma b. 1957                                  | Almahmoud                                        |
| Père Nureyev b. 1977                             | Special b. 1969                                  | Forli ch. 1963                                   | Aristophanes                                     |
| Père Nureyev b. 1977                             | Special b. 1969                                  | Forli ch. 1963                                   | Trevisa                                          |
| Père Nureyev b. 1977                             | Special b. 1969                                  | Thong b. 1964                                    | Nantallah                                        |
| Père Nureyev b. 1977                             | Special b. 1969                                  | Thong b. 1964                                    | Rough Shod II                                    |
| Mère French Charmer ch. 1978                     | Le Fabuleux ch. 1961                             | Wild Risk b. 1940                                | Rialto                                           |
| Mère French Charmer ch. 1978                     | Le Fabuleux ch. 1961                             | Wild Risk b. 1940                                | Wild Violet                                      |
| Mère French Charmer ch. 1978                     | Le Fabuleux ch. 1961                             | Anguar b. 1950                                   | Verso II                                         |
| Mère French Charmer ch. 1978                     | Le Fabuleux ch. 1961                             | Anguar b. 1950                                   | La Rochelle                                      |
| Mère French Charmer ch. 1978                     | Bold Example b. 1969                             | Bold Lad ch. 1962                                | Bold Ruler                                       |
| Mère French Charmer ch. 1978                     | Bold Example b. 1969                             | Bold Lad ch. 1962                                | Misty Morn                                       |
| Mère French Charmer ch. 1978                     | Bold Example b. 1969                             | Lady Be Good b. 1956                             | Better Self                                      |
| Mère French Charmer ch. 1978                     | Bold Example b. 1969                             | Lady Be Good b. 1956                             | Past Eight (famille 8-h)                         |